# Shumel Khan
Shumel Khan (15 sierpnia 1982) – indyjska zapaśniczka walcząca w stylu wolnym. Zajęła jedenaste miejsce na mistrzostwach świata w 2006. Piąta na mistrzostwach Azji w 2001. Brązowa medalistka mistrzostw Wspólnoty Narodów w 2003. Siódma w Pucharze Świata w 2004 roku.